# المتلازمة السمعية الإصبعية الأنفية
المتلازمة السمعية الإصبعية الأنفية تُسمّى أيضًا بمُتَلازِمَة كيبرت، وَهِي مُتَلازمَة خلقيَّة نَادرة وصفهَا لأول مَرة جيمس كيبرت وزملاؤه فِي عَام 1973. تَتَميّز المتلازمة بتشوه الأنف، وعرض الإِبهَام وإصبع القَدَم الكَبِير، وتقزم فِي الأصَابِع، وفُقدَان السَّمع الحِسّي العَصَبي، وتشوه فِي مَلاَمِح الوَجه مِثل فَرّط التَّبَاعد (عيون بَعِيدَة عَن بَعضِهَا بشَكل غَير عادي)، وَتَأخر فِي النّمو.
يُعتقد أنه مَورُوث بِطَريقه متنحية مُرتَبطَة بالكروموسوم X، مِمّا يَعنِي وُجُود طَفْرة جينية تَسَبب الاضطِرَاب فِي الكروموسوم X، أي تَكفِي نُسخَة وَاحِدَة فَقط لتسبب ولَادَة ذَكَر مصابًا بهَذَا الاضطِرَاب بَينَما يَجب أن يُتم تَورِيث نُسخَتَين مِنْ الجين المتحور لِكَي توَلد الأُنثَى بِهَذَا الاضطِرَاب. مِنْ المُحتَمَل أنْ تَكُونَ مُتَلَازِمَة كيبرت نَاتِجَة عَن جين متحور يَقع عَلَى كرُومُوسوم X بَيْن المَوَاضِع Xq22. 2 – q28.
لَمْ يَتِم تَحْدِيد مَدَى حُدُوث المتلازمة، وَلَكِن يُعتقد أنهَا تؤثِر عَلَى أقَل مِنْ 200000 شَخص فِي الوِلَايَات المُتّحِدة، ولَا تَزِيدُ عَنْ 1 لِكُل 2000 فِي أورُوبا. أنَه مُشَابه لمتلازمة كويتل (keutel) وموينكي Muenke ومتلازمة روبينشتاين – تايبي (Rubinstein) ومتلازمة Teunissen-Cremers.

## الخَصَائِص

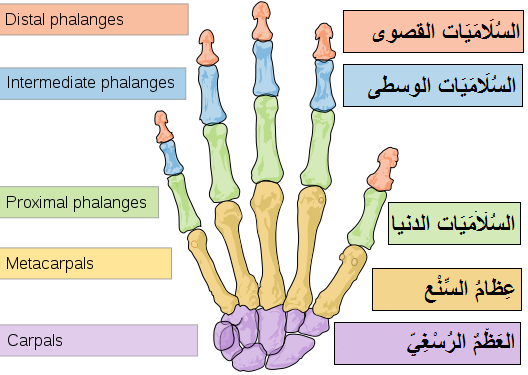
السلاميات القصوى (البرتقالية) الموجودة في نهاية أصابع اليدين والقدمين.

كيبرت متلازمة خلقِية وَتَتَميَز بِعَدد مِنْ المَلامِح بِالنّسبَة للأنف وَالوَجه والجُمجمَة. وتَشمَل هَذِه جِسر أنف عَرِيض وعالي، وأحيانًا مُنخَفِض (قمة الأنف بَيْن العينين) وَطَرَف أنف مسطَح، وهَذا يُمكِن أنْ يُعطي الأنف مظهرًا قصيرًا يُشبِه القَوس، غَيْر أنه قَدْ يَكُون عِنْدَه فَرط التبَاعد (عيون بَعِيدَة عَنْ بَعْدها بشَكل غَيْر معتاد)، وعِظَام أمَامِية بَارِزَة وحافة فَوق عَظْمة تَجْوِيف العَين (حافة الحاجب)، ازدِوَاج ثَنَايَا الجِلد فِي الجَفن العُلوِي (رفرف إضَافِي مِنْ الجِلد فَوْق الجفون)، وجبهة عَرِيضَة وَمُحِيط رَأْس متضخم مُلَاحظ بشَكل عَام. أفيَد أيضاً بانتِفَاخ الشفَة العُلْوِية مَع شَكل قَوس كِيُوبِيد «شكل مِنْ أشكَال الشفاه» (Cupid ' s bow) مَبَالِغ فِيه، وَنَقص تَكُون الفَك العُلوِي (عدم تَطَوَّر نُمُو الفك العلوي) مَع تَرَاجَع للفك.
وَقَد لوحِظَت العَدِيد مِنَ التشوهات التِي ترافق المتلازمة والتي تُؤَثر عَلَى الأصَابِع (أصابع اليَدَين والقدمين). تَمّ الإبلَاغ عَن اتسَاع فِي الإبهَام وإصبع القَدَم الكَبِير. يَكُون الاتسَاع واضحًا تحديداً فِي نِهَايَة الأَصَابِع، عَلَى الرَغمِ مِنْ أنّ الخِنصر لَمْ يَتأثَر، لَكِن بَدا وَكَأنه ملتَوي أو منحَني تجَاه الأصَابِع الأُخرَى (تقوس الأصابع). وَصَفت تقارير إضَافِية اتسَاع الإبهَام وَإصبع القَدَم الكَبِير، مَع قِصَرِ السلاميات القصوى (نهايات الأصَابِع) باستثناء الخنصر بَيْنَ الأفرَاد المُصابِين. رصدت الأشعة السِّينية لِطِفل يَبلغ مِنْ العُمرِ عَامَين مصابًا بالمتلازمة أن قَصر الأصَابِع نَاتِج عَن قصرِ فِي مَنطِقة المشاشة epiphysis (أطراف المفاصل) لِنهَاية الأصَابِع. قَدْ يُؤَدي اتِّساع وَقصر إصبع القدم الكَبِيرَ عَلَى وَجهِ الخُصُوص إلَى مَنح الأصابع مظهرًا متقزمًا ومستديرًا.
تَشْمَل الاضطِرَابَات السمعِيَّة «الصوتية» التي لُوحِظَت مَع المتلازمة فقدَان السَّمع الحِسي العَصَبِي وبحة فِي الصّوت. أِصيب شَقِيقان تركيان بِنَوع خَفِيف مِنْ فِقدَان السَّمع هَذَا، وَامتلاكهما صَوت أجَش. كَشف فَحص الحَنجَرَة لِكِلا الأخَوَين عَنْ تَوَرَم فِي الأحبَال الصوتِيَّة، وتشوه لِسَان المِزمَار. كَمَا لُوحِظ صمم حسي عصبي وبحة فِي الصّوت عِنْد فَتاة تَبْلغ مِنْ العُمرِ 10 سَنَوات وعِند وَالِدَها، ولوحظ فِي عَدَد مِنْ الحَالَات الأخرَى.
تَشْمل الخَصَائص الأخرَى التِي تَظْهَر مَع المتلازمة تَأخر النّمُو، والتضيق الرِئَوي (انسداد تَدَفّق الدّم مِنْ البُطَين الأيمَن لِلقَلْب إلَى الشّريَان الرئوي) مَعَ ضِيق التنَفّس، وغياب الكلَى الخلقي (فشل تَطوّر الكلَى خِلالَ فَتْرَة الحمل). كَمَا لُوحِظ وُجُود الخصيَة المُعَلَّقَة، وَفَرط النَّشَاط والسُّلوك العدوَانِي.

## عَلِم الوِرَاثَة (الجينات)
يُعتقد أن مُتَلَازِمة كيبرت نَاتِجة عَن طَفرَة فِي جين عَلَى الكروموسوم X. استَنتج مِنْ دِرَاسة أجرِيَت عَام 2007، بناءً عَلَى تَحلِيل عَلَامات التكرَارَات المُتَرادفة القَصِيرة (تسلسل جيني صَغِير مُشتَرَك بَيْن الأفرَاد الذِين لَدَيهِم نَفس العِرق أوِ الأصل أو المَرَض الوراثي) مِنَ العَائِلة التِي وَصَفَها كيبرت، إلَى أَن هَذَا الجين كَان عَلَى الأرجَح موجودًا عَلَى الذرَاع الطَّوِيلَة لـكروموسوم X بَيْن المَوَاضع Xq22. 2 - q28. لَمْ يَكُن هَذَا نهائيًا لذلِك لَمْ يَتم تَسمِيَة جين مُحَدد.
يعْتقد بشدة أن المتلازمة مَورُوثة بِطَرِيقة متنحية مُرتَبِطَة بـ X. عِندَمَا تَحمِل أنثَى جينًا متحورًا «طفرة» عَلَى إحْدَى نُسخَتَين مِنْ الكروموسوم X لَدَيهَا، فَهُنَاك فرصَة بِنسبَة 50٪ لتمرير الطفرة إلَى أطفالها. لِذلك فَإِن الإبنَة التِي تَرث هَذه الطفرة سَتَكُون حَامِلة لِلمَرَض، لَكِنهَا لَن تَكُون مُصَابة بِالمَرَض المُرتبِط بِهَا. وَمَع ذَلِك فَإِن الابن الذِي يَرث الطفرة سيصاب بِالمَرَض؛ هَذَا لأن الذكُور لَدَيهم نُسخَة وَاحدَة فَقَط مِنْ الكروموسوم X وبالتالي يُمْكِنهم هُم فَقط التعبير عَنْ طَفرَة المَرَض.
هَذَا الشكل مِن وِرَاثة مُتَلازمَة كيبرت لَيس مطلقًا بَعد، لأنهُ عَلَى الرغمِ مِنْ التوضيح أعلاه تَمّ الإبلَاغ عَنْ إصَابَة فَتَاة بِهَذا الاضطِرَاب، لِذَلك يقترِح أن هُنَاك حَاجَة إلَى المَزِيد مِنْ التحلِيل لكيّ يَتِم تَأْسِيس آلية المِيرَاث رسميًا. 
تَمّ تَعيِين الطفرات المُسَببَة لِهَذه المتلازمة عَلَى جين glypican 4 (GPC4). يَقع هَذَا الجين عَلَى الذرَاع الطّويلَة للكروموسوم إكس (Xq26. 2)

## التشخيص
ينتج تَشخيص وَاضِح عَن مَجْموعة الحَالاَت الشّاذة التي تَظهَر مَع مُتَلازِمَة كيبرت. المعايير التشخيصية للِاضطِرَاب هِي اتسَاع السلاميات القصوَى (نهايات الأصابع) فِي الإبهَام وإصبع القدَم الكَبِير، مَصحُوبَة بأنف عَرِيض وَقَصِير، وَضعف سمع حِسِّي عَصَبِي وَتَأخر فِي النّمُو، مَع إصابة سائدة عِنْد الذكُور.

### تَصنِيف
تُشبه مُتَلَازِمَة كيبرت العَدِيد مِنَ المُتَلازمَات التِي تَشتَرِك فِي سماتها. يُعتَبر قصر السلاميات القصوَى (نهايات الأصابع) والصّمَم الحِسِّي العَصَبِي والتضيق الرِئَوي مِنْ الأعرَاض الشائِعَة مَع مُتلَازِمَة كِويتل. فِي مُتَلازِمَة موينكي، تَمّ الإبلَاغ عَنْ تَأخر فِي النّمُو، وَفقدَان السَّمع الحِسِّي العَصَبِي، تَشْمَل سِمَات مُتَلازمَة تيونيسين-كريمر (Teunissen–Cremers) انحرافات فِي الأنف وَاتِّسَاع الإبهَام وَإصبع القَدَم الكَبِير، وَكَذَلِك قصر الأصَابِع. إتساع الإبهَام وَإصبع القدم الكَبِير هِي الخَصَائِص الأسَاسِيَّة لمتلازمة روبينشتاين.

## إدَارَة وَعِلَاج
يُمْكِن إدَارَة أو عِلَاج عَدَد مِنْ الميزات المَوجُودَة فِي مُتَلَازِمة كيبرت. قَدْ يَكُون فِقدَان السمع الحِسِّي العَصَبِي عِند البَشر ناتجًا عَنْ فقدَان خَلَايا الشعر (المستقبلات الحِسِّية فِي الأذن الداخِلِيّة المُرتَبِطَة بالسمع). يُمْكِن أَن يَكُون هَذَا وراثيًا أَو دَاخل مُتَلازمَة كَمَا هُوَ الحَال مَعَ المتلازمة السمعية الإصبعية الأنفية  أو قد يُنسب إلَى عَدْوَى مِثل العدوى الفيروسية. لعلاج ضَعْف السمْع الحِسِّي العَصَبِي تَمّ استِخدَام سماعات الأذن. قَدْ تَشْمَل العلاجات اعتمادًا عَلَى السبَب وَالشدة نهجًا دوائيًا (كإستِخدَام بَعْض الستيرويد «المنشطات»)، أو التدَخل الجرَاحِي مِثْل زرَاعَة القوقعة الصنَاعِيَّة.
التضيق الرِئَوي هُو تَضيق خلقِي فِي الصِّمَام الرّئَوي، يُمْكِن أنْ يَكُون موجودًا فِي الرُّضع المُصابين بمتلازمة كيبرت. قَد يَتَطلَّب علَاج هَذَا التشوه القلبِي إِجْرَاء عَمَليّة جِرَاحِيَّة أو قد يتم بإِجرَاءات غَير جِرَاحِيَّة مِثل إِصلاح صمَام القَلب (توسيع الصمَام بقسطرة بالون).

## التَّارِيخ وَعُلِم الأوبئة
تَمّ وَصْف المتلازمة فِي البِدَايَة فِي عَام 1973 بِوَاسطَة جيمس كيبرت وزملاؤه. أبلغُوا عَن شَقِيقين مصابين باتسَاع السلاميات القُصوَى (نهايات الأصابع)، وَفُقدَان سَمع حِسِّي عَصَبِي، وملامح وَجه تَتفق مَع مَا أَصبَح يُعرَف بِاسم مُتَلازمَة كيبرت أو المُتلازمَة السمعية الإصبعية الأنفية. عَلَى الرغمِ مِنْ عَدَم تَحْديد معْدَل مُحَدد لِلإصَابة بالمَرَض، فَإِن المتلازمة تُعتَبر مرضًا نادرًا مِنْ قِبَل كُل مِنْ مَكتَب الأمرَاض النَّادرَة (ORDR) فِي المعَاهَد الوَطَنيَّة لِلصّحة، وأورفانت (Orphanet). يُشِير هَذَا، عَلَى التّوَالِي إلَى أنْ مُتَلَازمَة كيبرت تُؤثّر عَلَى أقَل مِنْ 200000 شَخص فِي الوِلَايَات المُتّحدَة، أو تُؤثّر عَلَى مَا لا يَزيد عَنْ 1 لِكُل 2000 شَخص فِي أورُوبّا.

## المنشورات
جورلين، ر.ج. Toriello، H. V.؛ كوهين، م. (1995). فقدان السمع الوراثي ومتلازماته. الولايات المتحدة: مطبعة جامعة أكسفورد. ص 208 - 209. ISBN 9780195065527. تم استرجاعه في 21 أبريل 2011.